# ستيف بيترو
ستيف بيترو (بالإنجليزية: Steve Petro)‏ هو لاعب كرة قدم أمريكية أمريكي، ولد في 21 أكتوبر 1914 في جونستاون في الولايات المتحدة، وتوفي في 15 أغسطس 1994 في Jefferson Hills, Pennsylvania ‏ في الولايات المتحدة.

## وصلات خارجية
- ستيف بيترو على موقع مرجع كرة القدم المحترفة.كوم (الإنجليزية)
- ستيف بيترو على موقع JustSportsStats.com (الإنجليزية)